# Басо остинато
Ба̀со остина̀то (на италиански: basso ostinato – упорит, постоянен бас) е постоянно повтаряща се тема в басовата партия на някои музикални произведения. Остинати в класическата музика са аналог на рифовете в популярната музика.
Като композиционно средство басо остинато се използва най-често във вариационните форми: пасакалия, чакона, фолия. Появява се в края на XIII век, но достига своя разцвет в края на XVII и началото на XVIII век с появата и развоя на италианската опера и кантата. Макар и не в същата конкретна форма, басо остинато често се използва и в съвременната музика.